# Kyjevská vodní elektrárna
Kyjevská vodní elektrárna (ukrajinsky Київська ГЕС) je vodní dílo na řece Dněpr na Ukrajině. Leží v obci Vyšhorod, asi 20 km severně od Kyjeva na hrázi Kyjevské přehrady. Jmenovitý výkon elektrárny činí 440 MW a v poměru k současné spotřebě elektřiny na Ukrajině nemá velký význam. Byla vybudována jako předposlední ze šesti stupňů Dněperské kaskády vodních děl.

## Všeobecné informace
Nízkotlaká průtoková elektrárna pracuje v rozmezí spádu 7,7 - 9,3 m. Pro práci na takto nízkém spádu byly zvoleny horizontální Kaplanovy turbíny, které byly v Sovětském svazu použity poprvé právě zde a jejichž činnost byla vzorem pro nízkotlaké elektrárny na Volze (Saratovská, Čeboksarská)  Elektrárna je rozdělena do pěti částí po čtyřech jednotkách. Strop každé části tvoří čtyřdílné přelivové pole.
Celkově bylo instalováno 20 turbín o výkonu 18,5 MW a celkový stanovený výkon dosáhl 381 MW. Průměrná hltnost elektrárny činí 1 080 m3/s , maximální hltnost 5 800 m3/s umožňuje zpracovat většinu z běžné jarní vody. Celková propustnost včetně spodních propustí 14 400 m3/s je navýšena o propustnost přelivů 7 600 m3/s. Strojovna v kombinované funkci elektrárny, přelivu a betonové hráze o celkové délce 250 m navazuje na zemní sypanou hráz o výšce 22 m. Celková délka systému hrází Kyjevské přehradní nádrže je 60 km, z toho 50 km připadá na levý břeh.
Stavba vodního díla započala v roce 1960. 25. května 1962 byl slavnostně položen první kubík betonu. V létě 1964 proplula první loď jednokomorovou vodní cestou. První agregát byl spuštěn 10. září 1964, poslední v říjnu 1968. Po rekonstrukci turbín na výkon 22 MW vzrostl celkový výkon elektrárny na 440 MW. Roční výroba dosahuje 709 milionu kWh.
Hladina Kyjevské přehradní nádrže tvoří spodní kótu Kyjevské přečerpávací elektrárny, která se nachází asi 2 km od hráze.